# 防衛省設置法
防衛省設置法（ぼうえいしょうせっちほう、昭和29年6月9日法律第164号）は、防衛省の設置ならびに任務およびこれを達成するため必要となる明確な範囲の所掌事務等を定めるとともに、その所掌する行政事務を能率的に遂行するため必要な組織を定めることに関する日本の法律である。
同時期に制定された自衛隊法と併せて「防衛二法（ぼうえいにほう）」とも呼ばれる。
国家公務員の定員については行政機関の職員の定員に関する法律、行政機関職員定員令（政令）、さらに各省の定員規則（省令）により定められ、防衛省職員（自衛官を除く）についても同法・同令に記載があるが、一方で国会による自衛隊への文民統制を担保する観点から自衛官の定数については政令・防衛省令に委任せず本法に規定（第6条）されており、国会が直接的に関与できる形となっている。
防衛省大臣官房が所管し、内閣官房国家安全保障局、内閣府国際平和協力本部と連携して執行にあたる。

## 概説
1954年（昭和29年）6月9日に「防衛庁設置法」として公布、同年7月1日に施行された。2006年（平成18年）12月22日に防衛庁が内閣府の外局から独立した省へと昇格するための改正が公布され、題名も「防衛省設置法」と変更、2007年（平成19年）1月9日に施行された。
前身の保安庁法との関係において、本法はいわゆる「廃止制定」方式ではなく、保安庁法を「全部改正」する方式により制定されたため、題名と目次の間に「保安庁法（昭和二十七年法律第二百六十五号）の全部を改正する」の前文がある。
2006年（平成18年）11月30日に衆議院本会議で、同年12月15日には参議院本会議で、それぞれ防衛庁設置法等改正案が自民、公明、民主、国民新党などの賛成多数で可決され成立した（共産、社民両党は反対）。それを受け、2007年（平成19年）1月9日から「防衛省設置法」に改称された。なお、民主党内には法案に対する態度に違いがあり、衆議院では横路孝弘副議長が反対、4人が欠席、2人が途中退席した。参議院では下田敦子、山下八洲夫が棄権、犬塚直史、神本美恵子、白眞勲、藤末健三、松岡徹が欠席した。
この改正により、
1. 題名を「防衛庁設置法」から「防衛省設置法」に改正
2. 内閣府の外局としての防衛庁から、独立した省庁としての防衛省に格上げ（主任の大臣が内閣総理大臣から防衛大臣へ）
3. 防衛庁長官は防衛大臣になる
4. 国際平和協力活動を自衛隊の付随的任務から本来任務に変更（自衛隊法第3条の改正）
5. 防衛施設庁は防衛省の外局となった（平成19年9月1日に平成19年6月8日法律第80号[3]により廃止）。

の各点について変更がなされた。
2008年（平成20年）、防衛省における総人件費削減の一環として陸上自衛隊生徒制度の改編を含む法改正を第169回国会に提出したが、参議院で未成立となり廃案、9月12日から召集予定の第170回国会に再度提出予定であった。しかし、福田康夫内閣総理大臣が9月1日に辞意を表明したことから法案提出が大幅に遅延したため、制度改正は先送りとなった。第171回国会、2009年（平成21年）5月27日の参院本会議で可決、成立した。
2015年（平成27年）6月10日、改正防衛省設置法が参議院本会議で自民党、公明党、維新の党などの賛成多数で可決、成立。改正前は、防衛大臣が制服組トップの各幕僚長らに指示や監督を行う際、背広組の官房長や局長が防衛大臣を補佐すると規定された。これが背広組優位の根拠とされ文官統制と言われていたが、改正法では、官房長や局長は、各幕僚長ら相まって防衛大臣を補佐するとして、制服組・背広組が対等の関係となった。背広組は政策面、制服組は軍事面で防衛大臣を補佐する。

## 構成
- 第1章 総則（第1条）
- 第2章 防衛省の設置並びに任務及び所掌事務等
  - 第1節 防衛省の設置（第2条）
  - 第2節 防衛省の任務及び所掌事務（第3条・第4条）
  - 第3節 自衛隊（第5条・第6条）
- 第3章 本省に置かれる職及び機関等
  - 第1節 特別な職（第7条・第7条の2）
  - 第2節 内部部局（第8条-第12条）
  - 第3節 審議会等（第13条）
  - 第4節 施設等機関（第14条-第18条）
  - 第5節 特別の機関（第19条-第30条）
  - 第6節 地方支分部局（第31条‐第33条）
  - 第7節 職員（第34条）
- 第4章 防衛装備庁
  - 第1節 設置並びに任務及び所掌事務
    - 第1款 設置（第35条）
    - 第2款 任務及び所掌事務（第36条・第37条）

  - 第2節 職員（第38条）
- 第5章 職員の職務遂行等（第39条-第41条）
- 附則